# Kotobank
Kotobank (コトバンク) és una enciclopèdia en línia gratuïta en japonès, que llista i recull entrades de diverses enciclopèdies, diccionaris i glossaris, una de les més grans en aquesta llengua, amb gairebé 1,5 milions d'entrades. El lloc web, posat en marxa el 2009, és editat per Asahi Shinbun i Voyage Group.

## Història
El lloc web va ser posar en marxa el dia 23 d'abril de 2009 per part del diari Asahi Shinbun en cooperació amb les editorials Kōdansha i Shōgakukan, així com amb la companyia EC Navi, que es va encarregar del desenvolupament del web. El juliol de 2010 es va habilitar una versió per a telèfon intel·ligent. D'ençà del desembre de 2013 els editors de la web mantenen cooperació comercial amb el servei de diccionari de la versió en japonès de Yahoo!, que va començar a mostrar els resultats de Kotobank i afavorir el contacte amb els usuaris amb l'enciclopèdia.
El lloc és totalment gratuït i es finança gràcies a la publicitat. En el moment en què es va posar en marxa el lloc web, l'editor esperava per al primer anys uns 100 milions de iens d'ingressos.

## Contingut
En els seus inicis, Kotobank recollia informació d'un total de 44 diccionaris o enciclopèdies, passant a 99 el març de 2011, i finalment 119 a data de desembre de 2013 arribant a tenir, aproximadament, 1,45 milions d'entrades. Ha mantingut la tònica d'incloure només entrades de contingut publicat, marcant una diferència amb el model que segueix la Viquipèdia.
Pel que fa a les obres incloses, hi ha diccionaris o enciclopèdies de caràcter general (inclòs el Daijisen, el Nihon Kokugo Daijiten i lEnciclopèdia Nipponica de l'editorial Shogakukan', el Daijirin de Sanseido, l'enciclopèdia mundial de Heibonsha i el diccionari Chiezo), els diccionaris biogràfics (fins i tot el diccionari biogràfic japonès Kodansha), i nombrosos glossaris, diccionaris o enciclopèdies especialitzades en diverses matèries: economia, numèrics, vida, oci, societat, aprenentatge, entre d'altres.